# Otto Dahlem

Otto Dahlem

Otto Dahlem (* 1. Oktober 1891 in Wirges; † 9. Oktober 1980 ebenda) war ein deutscher Politiker (NSDAP). Er war Abgeordneter im nationalsozialistischen Reichstag und SA-Führer. 

## Biografie
Otto Dahlem, von Beruf Rohrleger bei den Gas- und Wasserwerken Essen, war von 1910 bis 1912 als Freiwilliger beim Feldartillerie-Regiment 23 in Koblenz. Später besuchte er noch die Schießschule in Jüterbog und ab 1914 verrichtete er in einem Feldartillerie-Regiment bis Ende des Ersten Weltkrieges seinen Kriegsdienst. Nach dem Krieg war er als Rohrverleger in Essen tätig. 
Zum 1. April 1928 trat er der NSDAP bei (Mitgliedsnummer 85.225) und von August 1928 bis zum 30. Juni 1932 war er SA-Führer im Essener Stadtteil Segeroth. Danach wurde er zum SA-Standartenführer ernannt und war bis zum 17. März 1933 Führer der SA in Essen-Mülheim. Er war noch für einige Wochen Führer der SA-Standarte in Essen-Altstadt, bis er am 1. September 1933 die Führung der SA-Standarte 193 in Moers-Niederrhein übernahm und diese bis Kriegsende behielt. In der SA stieg er bis 1943 zum Oberführer auf. Im Jahr 1933 war er für einige Monate Landtagsabgeordneter für Preußen. Ab November 1933 vertrat er den Wahlkreis 23 im Deutschen Reichstag, dem er ununterbrochen bis zum Ende des Zweiten Weltkriegs angehörte.
Nach 1945 geriet er in der französischen Zone in Kriegsgefangenschaft und musste sich im Herbst 1947 einem Entnazifizierungsverfahren unterziehen. Er wohnte danach weiter in Moers, bevor er 1967 nach Bad Godesberg zog. Er starb 1980 in seiner Heimatstadt.